# Caloptilia scutigera
Caloptilia scutigera là một loài bướm đêm thuộc họ Gracillariidae. Nó được tìm thấy ở Queensland.